# Saint-Genest (Wogezy)
Saint-Genest – miejscowość i gmina we Francji, w regionie Grand Est, w departamencie Wogezy.
Według danych na rok 1990 gminę zamieszkiwało 108 osób, a gęstość zaludnienia wynosiła 17 osób/km² (wśród 2335 gmin Lotaryngii Saint-Genest plasuje się na 937. miejscu pod względem liczby ludności, natomiast pod względem powierzchni na miejscu 890.).
Nazwa miejscowości pochodzi od imienia św. Genezjusza, w formie Genest, która pojawiła się dopiero w XVIII wieku